# دختری در قایق (فیلم)
دختری در قایق (انگلیسی: The Girl on the Boat) یک فیلم کمدی بریتانیایی به کارگردانی هنری کاپلان و با بازی نورمن ویزدوم است که در سال ۱۹۶۱ منتشر شد.